# Спринт (биатлон)
Спри́нт (англ. sprint — бег на короткие дистанции) — вид биатлонной гонки на 10 км для мужчин и юниоров, на 7,5 км для женщин, юниорок и юношей, и на 6 км для девушек с двумя огневыми рубежами. Спортсмены проходят три круга по 3,3 км у мужчин и юниоров, 2,5 км у женщин, юниорок и юношей, и 2 км у девушек. Биатлонисты стартуют с интервалом от 30 секунд до 1 минуты. Дистанция состоит из 3 кругов (чаще всего одинаковой длины, однако правилами допускаются и фактически применяются круги различной длины). После первого круга производится стрельба из положения лёжа, после второго — стоя. Биатлонисты сами выбирают огневые позиции на стрельбище для выполнения стрельбы. За каждый промах предусмотрено прохождение штрафного круга, равного 150 м. Как правило, именно по итогам спринта в современном биатлоне проводится Гонка преследования, в которой принимают участие 60 лучших биатлонистов спринтерской гонки.
На зимних Олимпийских играх спринтерские гонки по биатлону впервые прошли в 1980 году у мужчин и в 1992 году у женщин. Первым олимпийским чемпионом, взявшим золотую медаль в спринтерской гонке, стал биатлонист из ГДР Франк Ульрих, а первой олимпийской чемпионкой в этом же виде гонок — выступавшая за сборную Содружества Независимых Государств Анфиса Резцова. В программу Чемпионатов мира спринтерские гонки были включены в 1974 и 1984 годах у мужчин и у женщин, соответственно. Первым чемпионом мира на этой дистанции стал финский биатлонист Йухани Суутаринен, а первой чемпионкой мира — советская биатлонистка Венера Чернышова.